# نوادي الحياكة
نوادي الحياكة هي طريقة من طرق إحياء الحياكة اليدوية في القرن الحادي والعشرين والتي بدأت في أمريكا وانتشرت في معظم أنحاء أوروبا. على الرغم من الاسم، فإن نوادي الحياكة لا تقتصر على الحياكة؛ تسمى كل من النوادي التي تركز على الكروشيه والتي تتمحور حول الحياكة بشكل جماعي "نوادي الحياكة". على الرغم من أن الحياكة لم تختف تمامًا أبدًا، فإن هذا الإحياء الأخير لا يتعلق بشكل كبير بالتصميم والإصلاح في الأربعينيات والخمسينيات من القرن الماضي، إنه تطوير الشعور بالمجتمع أكثر من مجرد أعلانات فردية.

## الهدف
تفي نوادي الحياكة بالعديد من الأغراض:
ألالتقاء مع متقني الحياكة الآخرين.
تعلم أو تطوير مهارات الحياكة اليدوية بالعصي أو الحياكة اليدوية بالسنارة.
قضاء ليلة ممتعة في الخارج.
حتى أن أحد الأندية، وهو "لوز إندز"، يجمع حرفيين محليين بمشاريع غير مكتملة من أولئك الذين ماتوا أو هرموا. تلتقي النوادي في المقاهي والحانات والنوادي ويتم اختيار الأعضاء من جميع مناحي الحياة، بما في ذلك الأجيال المختلفة والطبقات الاجتماعية والأجناس. يجتمع الحرفيون لتبادل الأفكار حول المشاريع، والدردشة حول حياتهم، وتبادل أفكار الخيوط والغزل للمشاريع، أو الأنشطة غير المرتبطة بالحرف، مثل العمل الجماعي للحف. توفر هذه النوادي أجواء حيث يمكن للمبتدئين طلب المساعدة من الحرفيين الأكثر خبرة. نظرًا لظهور كتب Stitch 'n Bitch ، و amigurumi ، والعديد من مشاريع الكروشيه والتريكو الأخرى، فقد نمت شعبية كل من هذه الحرف اليدوية، وتشمل التركيبة السكانية لمن يمارسون هذه الحرفة النساء الأصغر سناً وبعض الرجال.

## الحياكة في المملكة المتحدة
يوجد في المملكة المتحدة العديد من المواقع الإلكترونية التي تساعد المتسابقين في التواصل مع ناديهم المحلي. تأخذ نوادي Stitch 'n Bitch اسمها من كتاب لمعلمة الحياكة الأمريكية ديبي ستولر ، ولكن المصطلح Knit و Natter يستخدمان أيضًا. هناك منظمتان وطنيتان للحياكة، رابطة الحياكة اليدوية في المملكة المتحدة ونقابة الحياكة والكروشيه .
يدير روان يارنز النوادي التي تشارك في المناسبات الخيرية. في عام 2007 ، قادت أندية Rowan Knitting Knit اليوم العالمي للحياكة لتشجيع الحياكة في جميع أنحاء المملكة المتحدة على حياكة القبعات لزجاجات المشروبات الصحية لجمع الأموال من أجل رعاية المسنين في Big Knit. يعد هذا أكبر حدث لنادي الحياكة في المملكة المتحدة حاليًا.
أصبح الآن ما مجموعه 4000 شخص جزءًا من نادي روان، بما في ذلك الأعضاء الحاليين البالغ عددهم 8000 عضو في روان الدولية - اشتراك العضوية في مجلات روان والهدايا.
أنشأ نادي الحياكة في إمبريال كوليدج لندن في يناير 2008، والذي أطلق عليه اسم "Knit Sock" (بقصد التخفي).

## الحياكة في الولايات المتحدة
هناك العديد من المواقع الإلكترونية، كما هو الحال في المملكة المتحدة مثل Ravelry وEtsy وPinterest وReddit في الولايات المتحدة التي تساعد ممارسي الحياكة والكروشيه، سواء كانوا ماهرين أو مبتدئين، في العثور على نوادي محلية للاختلاط مع زملائهم الحياكين أو حائكي الكروشيه. عادة ما تكون أماكن الاجتماعات الشائعة عبارة عن متاجر غزل محلية، وكما هو الحال في المملكة المتحدة، تحظى نوادي Stitch 'n Bitch بشعبية كبيرة داخل الولايات المتحدة.
تلتقي الحائكات في هذه الأنواع من النوادي في كثير من الأحيان من النساء في العشرينيات والثلاثينيات من العمر  . تقدم العديد من محلات الغزل مساعدة مجانية لهن، بغض النظر عما إذا كانوا جزءًا من النادي المحلي أم لا. عادة ما يكون للأندية مجموعات خاصة بها في Ravelry ، حيث يمكن للمستخدمين البحث عن متاجر الغزل المحلية ونوادي الحياكة ونوادي الكروشيه.

## أنظر أيضا
- دائرة الخياطة
- ستيتش والبيتش لندن
- أنا متماسكة لندن

## روابط خارجية
- جموعات الحياكة: Stitch 'n Bitch Chicago (معلومات الاتصال للمجموعات المحلية على الصعيد الوطني) Ravelry ~ نادي حياكة افتراضي شهير:
- Ravelry: Ravelry (شبكة اجتماعية للحياكة)
- ديبي ستولر: موقع ويب ترويجي لـ Stitch 'n Bitch (سلسلة كتب)
- Pinterest: Pinterest (العديد من الأفكار والأنماط المجانية)